# Mesometopa esmarki
Mesometopa esmarki är en kräftdjursart som först beskrevs av Boeck 1872.  Mesometopa esmarki ingår i släktet Mesometopa och familjen Stenothoidae. Inga underarter finns listade i Catalogue of Life.